# Colombia en la Copa Mundial de Fútbol de 1998
La Selección de Colombia fue uno de los 32 equipos participantes de la Copa Mundial de Fútbol de 1998, que se realizó en Francia.
Colombia clasificó al Mundial por tercera vez consecutiva. El combinado cafetero integró el Grupo G compuesto también por Rumania, Inglaterra y Túnez.
En el primer partido, Colombia cayó 0:1 ante Rumania, rival con el que caía derrotado por segundo mundial consecutivo. En ese partido, el técnico sustituyó a Faustino 'El Tino' Asprilla antes de terminar el juego, algo que disgustó al jugador, considerado uno de los mejores de la selección. Unos días después, Asprilla dio unas fuertes declaraciones a la prensa criticando al entrenador, por lo que este, con el respaldo de los jugadores del equipo, decidió expulsarlo de la convocatoria y sacarlo del mundial.
El segundo partido fue victoria para Colombia 1:0 sobre Túnez con un gol de Léider Preciado. Finalmente, Inglaterra sepultó las ilusiones colombianas al derrotarlo 0:2 con un gol de tiro libre del joven David Beckham quien luego le pidió intercambiar camisetas al experimentado Carlos "el Pibe" Valderrama.

## Clasificación
| Pos. | Equipo    | Pts. | PJ | G | E | P  | GF | GC | Dif. | Clasificación |
| ---- | --------- | ---- | -- | - | - | -- | -- | -- | ---- | ------------- |
| 1    | Argentina | 30   | 16 | 8 | 6 | 2  | 23 | 13 | +10  | Clasificados  |
| 2    | Paraguay  | 29   | 16 | 9 | 2 | 5  | 21 | 14 | +7   | Clasificados  |
| 3    | Colombia  | 28   | 16 | 8 | 4 | 4  | 23 | 15 | +8   | Clasificados  |
| 4    | Chile     | 25   | 16 | 7 | 4 | 5  | 32 | 18 | +14  | Clasificados  |
| 5    | Perú      | 25   | 16 | 7 | 4 | 5  | 19 | 20 | −1   |               |
| 6    | Ecuador   | 21   | 16 | 6 | 3 | 7  | 22 | 21 | +1   |               |
| 7    | Uruguay   | 21   | 16 | 6 | 3 | 7  | 18 | 21 | −3   |               |
| 8    | Bolivia   | 17   | 16 | 4 | 5 | 7  | 18 | 21 | −3   |               |
| 9    | Venezuela | 3    | 16 | 0 | 3 | 13 | 8  | 41 | −33  |               |

 Fuente: 
| Fecha                    | Lugar         |           |  | Resultado |  |           |
| ------------------------ | ------------- | --------- |  | --------- |  | --------- |
| 24 de abril de 1996      | Barranquilla  | Colombia  |  | 1:0 (0:0) |  | Paraguay  |
| 2 de junio de 1996       | Lima          | Perú      |  | 1:1 (0:0) |  | Colombia  |
| 7 de julio de 1996       | Barranquilla  | Colombia  |  | 3:1 (2:0) |  | Uruguay   |
| 1 de septiembre de 1996  | Barranquilla  | Colombia  |  | 4:1 (3:0) |  | Chile     |
| 9 de octubre de 1996     | Quito         | Ecuador   |  | 0:1 (0:0) |  | Colombia  |
| 10 de noviembre de 1996  | La Paz        | Bolivia   |  | 2:2 (1:1) |  | Colombia  |
| 15 de diciembre de 1996  | San Cristóbal | Venezuela |  | 0:2 (0:1) |  | Colombia  |
| 12 de febrero de 1997    | Barranquilla  | Colombia  |  | 0:1 (0:1) |  | Argentina |
| 2 de abril de 1997       | Asunción      | Paraguay  |  | 2:1 (1:0) |  | Colombia  |
| 30 de abril de 1997      | Barranquilla  | Colombia  |  | 0:1 (0:0) |  | Perú      |
| 8 de junio de 1997       | Montevideo    | Uruguay   |  | 1:1 (0:0) |  | Colombia  |
| 5 de julio de 1997       | Santiago      | Chile     |  | 4:1 (3:0) |  | Colombia  |
| 20 de julio de 1997      | Barranquilla  | Colombia  |  | 1:0 (0:0) |  | Ecuador   |
| 20 de agosto de 1997     | Barranquilla  | Colombia  |  | 3:0 (2:0) |  | Bolivia   |
| 10 de septiembre de 1997 | Barranquilla  | Colombia  |  | 1:0 (0:0) |  | Venezuela |
| 16 de noviembre de 1997  | Buenos Aires  | Argentina |  | 1:1 (0:1) |  | Colombia  |

## Jugadores
Datos corresponden a situación previo al inicio del torneo
| #  | Nombre                  | Posición       | Edad | PJ Sel | Club                   |
| -- | ----------------------- | -------------- | ---- | ------ | ---------------------- |
| 1  | Óscar Córdoba           | Portero        | 28   | -      | Boca Juniors           |
| 12 | Miguel Calero †         | Portero        | 27   | -      | Atlético Nacional      |
| 22 | Faryd Mondragón         | Portero        | 27   | -      | Independiente          |
| 2  | Iván Ramiro Córdoba     | Defensa        | 21   | -      | San Lorenzo            |
| 3  | Ever Palacios           | Defensa        | 28   | -      | Atlético Nacional      |
| 4  | José Fernando Santa     | Defensa        | 27   | -      | Atlético Nacional      |
| 5  | Jorge Bermúdez          | Defensa        | 26   | -      | Boca Juniors           |
| 13 | Wilmer Cabrera          | Defensa        | 30   | -      | Millonarios            |
| 16 | Luis Antonio Moreno     | Defensa        | 27   | -      | Deportes Tolima        |
| 6  | Mauricio Serna          | Mediocampista  | 30   | -      | Boca Juniors           |
| 8  | John Harold Lozano      | Mediocampista  | 26   | -      | Real Valladolid        |
| 10 | Carlos Valderrama       | Mediocampista  | 36   | -      | Miami Fusion           |
| 14 | Jorge Bolaño †          | Mediocampista  | 21   | -      | Junior de Barranquilla |
| 17 | Andrés Estrada          | Mediocampista  | 30   | -      | Atlético Nacional      |
| 18 | John Wilmar Pérez       | Mediocampista  | 28   | -      | Deportivo Cali         |
| 19 | Freddy Rincón †         | Mediocampistas | 31   | -      | Corinthians            |
| 7  | Antony de Ávila         | Delantero      | 34   | -      | Barcelona              |
| 9  | Adolfo Valencia         | Delantero      | 30   | -      | Independiente Medellín |
| 11 | Faustino Asprilla       | Delantero      | 28   | -      | Parma                  |
| 15 | Víctor Hugo Aristizábal | Delantero      | 26   | -      | São Paulo              |
| 20 | Hamilton Ricard         | Delantero      | 24   | -      | Middlesbrough          |
| 21 | Léider Preciado         | Delantero      | 21   | -      | Independiente Santa Fe |
| DT | Hernán Darío Gómez      |                |      |        |                        |

| - | René Higuita             | Portero        | 31 años | 54 | 2 | Tiburones Rojos        |
| - | Alexis Mendoza           | Defensa        | 36 años | 62 | 3 | Junior                 |
| - | Osman López              | Defensa        | 28 años | 8  | 0 | Millonarios            |
| - | Hugo Galeano             | Defensa        | 33 años | 13 | 0 | Junior                 |
| - | Carlos Fernando Asprilla | Defensa        | 27 años | 4  | 0 | América de Cali        |
| - | Wilson Pérez             | Defensa        | 30 años | 46 | 2 | Independiente Medellín |
| - | Hernán Gaviria           | Centrocampista | 28 años | 22 | 3 | Deportivo Cali         |
| - | Leonel Álvarez           | Centrocampista | 32 años | 84 | 0 | Dallas                 |
| - | Víctor Pacheco           | Centrocampista | 23 años | 14 | 1 | Junior                 |
| - | Néider Morantes          | Centrocampista | 22 años | 6  | 2 | Atlético Nacional      |
| - | Giovanni Hernández       | Centrocampista | 21 años | 3  | 0 | Independiente Medellín |
| - | Edison Mafla             | Centrocampista | 26 años | 6  | 0 | Villarreal             |
| - | Víctor Bonilla           | Delantero      | 27 años | 5  | 0 | Deportivo Cali         |
| - | Iván René Valenciano     | Delantero      | 26 años | 20 | 8 | Morelia                |
| - | Juan Pablo Ángel         | Delantero      | 22 años | 3  | 1 | River Plate            |

## Participación

### Primera fase

#### Grupo G
| Equipo     | Pts | PJ | G | E | P | GF | GC | DG |
| ---------- | --- | -- | - | - | - | -- | -- | -- |
| Rumania    | 7   | 3  | 2 | 1 | 0 | 4  | 2  | 2  |
| Inglaterra | 6   | 3  | 2 | 0 | 1 | 5  | 2  | 3  |
| Colombia   | 3   | 3  | 1 | 0 | 2 | 1  | 3  | -2 |
| Túnez      | 1   | 3  | 0 | 1 | 2 | 1  | 4  | -3 |

#### Colombia vs Rumania
| 22         | POR        | Faryd Mondragon    |     |
| 3          | DEF        | Ever Palacios      |     |
| 4          | DEF        | Jose Santa         |     |
| 5          | DEF        | Jorge Bermudez     |     |
| 13         | DEF        | Wilmer Cabrera     |     |
| 6          | MED        | Mauricio Serna     |     |
| 8          | MED        | John Lozano        |     |
| 10         | MED        | Carlos Valderrama  |     |
| 19         | MED        | Freddy Rincon      |     |
| 11         | DEL        | Faustino Asprilla  | 84' |
| 15         | DEL        | Victor Aristizabal | 46' |
| Entrenador | Entrenador | Hernan Dario Gomez |     |

| 12         | POR        | Bogdan Stelea     |     |
| 2          | DEF        | Dan Petrescu      |     |
| 6          | DEF        | Gheorghe Popescu  |     |
| 13         | DEF        | Liviu Ciobotariu  |     |
| 18         | DEF        | Iulian Filipescu  |     |
| 5          | MED        | Constantin Galca  |     |
| 8          | MED        | Dorinel Munteanu  |     |
| 10         | MED        | Gheorghe Hagi     | 76' |
| 16         | MED        | Gabriel Popescu   | 68' |
| 9          | DEL        | Viorel Moldovan   | 84' |
| 11         | DEL        | Adrian Ilie       |     |
| Entrenador | Entrenador | Anghel Iordănescu |     |

| 9  | DEL | Adolfo Valencia | 46' |
| 21 | DEL | Leider Preciado | 84' |

| 14 | MED | Radu Niculescu   | 68' |
| 15 | MED | Lucian Marinescu | 76' |
| 9  | MED | Ovidiu Stanga    | 84' |

| Anotado | 45'+1' | Adrian Ilie | 0-1 |

| Amonestado | 47' | Jose Santa |

| Amonestado | 54' | Iulian Filipescu |
| Amonestado | 69' | Dorinel Munteanu |
| Amonestado | 78' | Dan Petrescu     |

| Árbitro | Lim Kee Chong |

| 22         | POR        | Faryd Mondragon    |     |
| 3          | DEF        | Ever Palacios      |     |
| 4          | DEF        | Jose Santa         |     |
| 5          | DEF        | Jorge Bermudez     |     |
| 13         | DEF        | Wilmer Cabrera     |     |
| 6          | MED        | Mauricio Serna     |     |
| 8          | MED        | John Lozano        |     |
| 10         | MED        | Carlos Valderrama  |     |
| 19         | MED        | Freddy Rincon      |     |
| 11         | DEL        | Faustino Asprilla  | 84' |
| 15         | DEL        | Victor Aristizabal | 46' |
| Entrenador | Entrenador | Hernan Dario Gomez |     |

| 12         | POR        | Bogdan Stelea     |     |
| 2          | DEF        | Dan Petrescu      |     |
| 6          | DEF        | Gheorghe Popescu  |     |
| 13         | DEF        | Liviu Ciobotariu  |     |
| 18         | DEF        | Iulian Filipescu  |     |
| 5          | MED        | Constantin Galca  |     |
| 8          | MED        | Dorinel Munteanu  |     |
| 10         | MED        | Gheorghe Hagi     | 76' |
| 16         | MED        | Gabriel Popescu   | 68' |
| 9          | DEL        | Viorel Moldovan   | 84' |
| 11         | DEL        | Adrian Ilie       |     |
| Entrenador | Entrenador | Anghel Iordănescu |     |

| 9  | DEL | Adolfo Valencia | 46' |
| 21 | DEL | Leider Preciado | 84' |

| 14 | MED | Radu Niculescu   | 68' |
| 15 | MED | Lucian Marinescu | 76' |
| 9  | MED | Ovidiu Stanga    | 84' |

| Anotado | 45'+1' | Adrian Ilie | 0-1 |

| Amonestado | 47' | Jose Santa |

| Amonestado | 54' | Iulian Filipescu |
| Amonestado | 69' | Dorinel Munteanu |
| Amonestado | 78' | Dan Petrescu     |

| Árbitro | Lim Kee Chong |

#### Colombia vs Túnez
| 22         | POR        | Faryd Mondragon    |     |
| 3          | DEF        | Ever Palacios      |     |
| 4          | DEF        | Jose Santa         |     |
| 5          | DEF        | Jorge Bermudez     |     |
| 13         | DEF        | Wilmer Cabrera     |     |
| 6          | MED        | Mauricio Serna     | 62' |
| 8          | MED        | John Lozano        |     |
| 10         | MED        | Carlos Valderrama  |     |
| 19         | MED        | Freddy Rincon      | 56' |
| 11         | DEL        | Anthony De Avila   |     |
| 15         | DEL        | Adolfo Valencia    | 56' |
| Entrenador | Entrenador | Hernan Dario Gomez |     |

| 1          | POR        | Choukri El Ouaer  |  |
| 3          | DEF        | Sami Trabelsi     |  |
| 6          | DEF        | Ferid Chouchane   |  |
| 7          | DEF        | Tarek Thabet      |  |
| 17         | DEF        | Clayton           |  |
| 8          | MED        | Zoubeir Beya      |  |
| 13         | MED        | Riadh Bouazizi    |  |
| 14         | MED        | Sirajeddine Chihi |  |
| 15         | MED        | Skander Souayah   |  |
| 11         | DEL        | Adel El Sellimi   |  |
| 18         | DEL        | Mehdi Ben Slimane |  |
| Entrenador | Entrenador | Henryk Kasperczak |  |

| 14 | MED | Jorge Bolano       | 62' |
| 15 | DEL | Victor Aristizabal | 56' |
| 21 | DEL | Leider Preciado    | 56' |

| 2  |  | Imed Ben Younes  | 68' |
| 19 |  | Faycal Ben Ahmed | 73' |
| 10 |  | Kais Ghodhbane   | 76' |

| 1-0 | Leider Preciado | 56' | Anotado |

| Amonestado | 47' | Jose Santa |

| Amonestado | 16' | Riadh Bouazizi |
| Amonestado | 83' | Clayton        |

| Árbitro | Bernd Heynemann |

| 22         | POR        | Faryd Mondragon    |     |
| 3          | DEF        | Ever Palacios      |     |
| 4          | DEF        | Jose Santa         |     |
| 5          | DEF        | Jorge Bermudez     |     |
| 13         | DEF        | Wilmer Cabrera     |     |
| 6          | MED        | Mauricio Serna     | 62' |
| 8          | MED        | John Lozano        |     |
| 10         | MED        | Carlos Valderrama  |     |
| 19         | MED        | Freddy Rincon      | 56' |
| 11         | DEL        | Anthony De Avila   |     |
| 15         | DEL        | Adolfo Valencia    | 56' |
| Entrenador | Entrenador | Hernan Dario Gomez |     |

| 1          | POR        | Choukri El Ouaer  |  |
| 3          | DEF        | Sami Trabelsi     |  |
| 6          | DEF        | Ferid Chouchane   |  |
| 7          | DEF        | Tarek Thabet      |  |
| 17         | DEF        | Clayton           |  |
| 8          | MED        | Zoubeir Beya      |  |
| 13         | MED        | Riadh Bouazizi    |  |
| 14         | MED        | Sirajeddine Chihi |  |
| 15         | MED        | Skander Souayah   |  |
| 11         | DEL        | Adel El Sellimi   |  |
| 18         | DEL        | Mehdi Ben Slimane |  |
| Entrenador | Entrenador | Henryk Kasperczak |  |

| 14 | MED | Jorge Bolano       | 62' |
| 15 | DEL | Victor Aristizabal | 56' |
| 21 | DEL | Leider Preciado    | 56' |

| 2  |  | Imed Ben Younes  | 68' |
| 19 |  | Faycal Ben Ahmed | 73' |
| 10 |  | Kais Ghodhbane   | 76' |

| 1-0 | Leider Preciado | 56' | Anotado |

| Amonestado | 47' | Jose Santa |

| Amonestado | 16' | Riadh Bouazizi |
| Amonestado | 83' | Clayton        |

| Árbitro | Bernd Heynemann |

#### Colombia vs Inglaterra
| 22         | POR        | Faryd Mondragon    |     |
| 3          | DEF        | Ever Palacios      |     |
| 5          | DEF        | Jorge Bermúdez     |     |
| 13         | DEF        | Wilmer Cabrera     |     |
| 16         | DEF        | Antonio Moreno     |     |
| 6          | MED        | Mauricio Serna     | 46' |
| 8          | MED        | John Lozano        |     |
| 10         | MED        | Carlos Valderrama  |     |
| 19         | MED        | Freddy Rincon      |     |
| 11         | DEL        | Anthony De Avila   | 46' |
| 15         | DEL        | Leider Preciado    | 46' |
| Entrenador | Entrenador | Hernan Dario Gomez |     |

| POR        | 1          | David Seaman    |  |
| DEF        | 2          | Sol Campbell    |  |
| DEF        | 3          | Graeme Le Saux  |  |
| DEF        | 5          | Tony Adams      |  |
| DEF        | 12         | Gary Neville    |  |
| MED        | 4          | Paul Ince       |  |
| MED        | 7          | David Beckham   |  |
| MED        | 14         | Darren Anderton |  |
| MED        | 16         | Paul Scholes    |  |
| DEL        | 9          | Alan Shearer    |  |
| DEL        | 20         | Michael Owen    |  |
| Entrenador | Entrenador | Glenn Hoddle    |  |

| 9  | DEL | Adolfo Valencia    | 46' |
| 15 | DEL | Victor Ariztizabal | 46' |
| 20 | DEL | Hamilton Ricard    | 46' |

| 11 | MED | Steve Mcmanaman | 73' |
| 17 | MED | Robert Lee      | 79' |
| 8  | MED | David Batty     | 83' |

| Anotado | 20' | Darren Anderton | 0-1 |
| Anotado | 29' | David Beckham   | 0-2 |

| Amonestado | 20' | Mauricio Serna     |
| Amonestado | 86' | Victor Aristizabal |
| Amonestado | 89' | Jorge Bermúdez     |

| Amonestado | 22' | Paul Scholes |
| Amonestado | 89' | Alan Shearer |

| Árbitro | Arturo Brizio Carter |

| 22         | POR        | Faryd Mondragon    |     |
| 3          | DEF        | Ever Palacios      |     |
| 5          | DEF        | Jorge Bermúdez     |     |
| 13         | DEF        | Wilmer Cabrera     |     |
| 16         | DEF        | Antonio Moreno     |     |
| 6          | MED        | Mauricio Serna     | 46' |
| 8          | MED        | John Lozano        |     |
| 10         | MED        | Carlos Valderrama  |     |
| 19         | MED        | Freddy Rincon      |     |
| 11         | DEL        | Anthony De Avila   | 46' |
| 15         | DEL        | Leider Preciado    | 46' |
| Entrenador | Entrenador | Hernan Dario Gomez |     |

| POR        | 1          | David Seaman    |  |
| DEF        | 2          | Sol Campbell    |  |
| DEF        | 3          | Graeme Le Saux  |  |
| DEF        | 5          | Tony Adams      |  |
| DEF        | 12         | Gary Neville    |  |
| MED        | 4          | Paul Ince       |  |
| MED        | 7          | David Beckham   |  |
| MED        | 14         | Darren Anderton |  |
| MED        | 16         | Paul Scholes    |  |
| DEL        | 9          | Alan Shearer    |  |
| DEL        | 20         | Michael Owen    |  |
| Entrenador | Entrenador | Glenn Hoddle    |  |

| 9  | DEL | Adolfo Valencia    | 46' |
| 15 | DEL | Victor Ariztizabal | 46' |
| 20 | DEL | Hamilton Ricard    | 46' |

| 11 | MED | Steve Mcmanaman | 73' |
| 17 | MED | Robert Lee      | 79' |
| 8  | MED | David Batty     | 83' |

| Anotado | 20' | Darren Anderton | 0-1 |
| Anotado | 29' | David Beckham   | 0-2 |

| Amonestado | 20' | Mauricio Serna     |
| Amonestado | 86' | Victor Aristizabal |
| Amonestado | 89' | Jorge Bermúdez     |

| Amonestado | 22' | Paul Scholes |
| Amonestado | 89' | Alan Shearer |

| Árbitro | Arturo Brizio Carter |

## Goleadores
| Jugador           | Goles anotados | Asis. | PJ |      |
| Léider Preciado   | 1              | 0     | 3  | 86'  |
| Carlos Valderrama | 0              | 1     | 3  | 270' |
| ----------------- | -------------- | ----- | -- | ---- |

## Cobertura
Por medio 

### Radio
- Caracol Radio
- RCN Radio
- Antena 2

### Televisión
- Canal Uno (Producciones JES y PUNCH)
- Canal A (RTI y Datos & Mensajes)
- Caracol Televisión (en ese entonces estaba en pruebas de emisión para convertirse en canal privado)
- RCN Televisión (en ese entonces estaba en pruebas de emisión para convertirse en canal privado)